# Historie společnosti Jihostroj

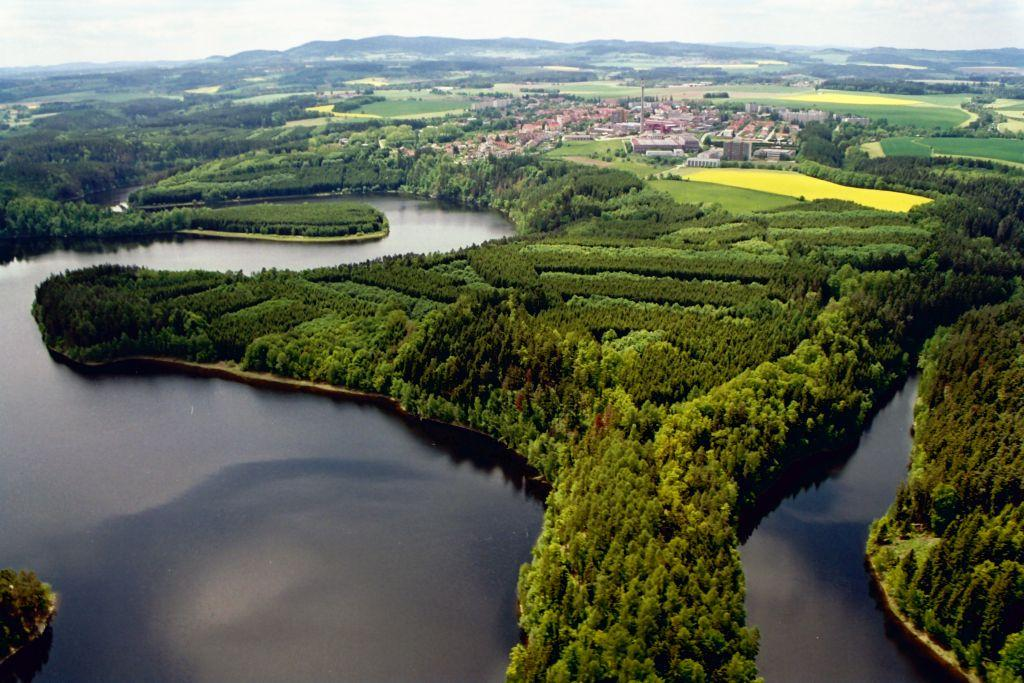
Pohled na Jihostroj přes Římovskou přehradu

Historie společnosti Jihostroj je historií společnosti s dlouholetou tradicí v oblasti výroby hydraulických čerpadel a leteckého průmyslu. Původně se společnost jmenovala JEVAN. Roku 1938, byla do firmy zásluhou Ing. Antonína Železného zavedena letecká výroba a název byl změněn na JIKOV. Teprve po znárodnění došlo k přejmenování společnosti na současný název Jihostroj.

## 1919–1925

### JEVAN
Zápisem do obchodního rejstříku v březnu 1919 byla založena firma s názvem „Jihočeská elektrotechnická výroba a nástrojařství“ – zkráceně JEVAN. Počáteční provozní kapitál byl 130 000 Kč. Iniciátorem založení firmy byl velešínský rodák Jan Hans. Byl samozřejmě jako mnoho jiných Čechů silně ovlivněn rychlým během událostí po skončení první světové války, rozpadu Rakousko-Uherska a vyhlášení samostatné Československé republiky. Ze svého působení ve Vídni se vrátil do rodného Velešína, aby poskytl spolu se švagrem Janem Crkvou a Dr. Bürgerem své zkušenosti nově se rodící republice.

### Telegrafia
Nová firma prosperovala, rozrůstala se o nové prostory, zvyšoval se počet zaměstnanců. Samozřejmě, že tento růst přinášel nejrůznější úskalí, především ve formě investic. Kromě jiného muselo navyšování produkce řešit i nedostatek elektrické energie. Zpočátklu byla elektřina zajišťována pouze ze soukromé vodní elektrárny pana Pučegla, který byl v té době majitelem tzv. Kozákova mlýna na Malši. Tento zdroj ale přestával stačit, proto byla zakoupena parní lokomobila od Josefa Douchy za 52 000 korun. Všechny takovéto investice samozřejmě vyžadovaly nový kapitál.
Proto na návrh jednoho ze zakladatelů Dr. Bürgera, který byl v té době ředitelem Hypoteční banky české v Praze, došlo v červnu 1920 k fúzi s firmou Telegrafia v Roztokách u Prahy, později v Pardubicích (součást budoucího podniku Tesla). Ta byla velešínskému závodu blízká svým výrobním programem, ale kapitálově mnohem silnější. Firma JEVAN tak získala nový název – Telegrafia – československá továrna na telegrafy a telefony a.s., filiálka Velešín. Původní výroba byla zachována, avšak byla řízena ze sídla ředitelství v Pardubicích. Pro další osud továrny však nebylo toto spojení příliš šťastné. Pardubické ředitelství nemělo dostatečnou kontrolu nad závodem ve Velešíně, a tak se například zjistilo, že výše zmíněnou lokomobilu používají někteří zaměstnanci k vytápění svých bytů. A tak logicky pardubické ředitelství hledalo cesty jak zvýšit nejen tuto kontrolu, ale i efektivitu, a tak se někdy kolem roku 1923 začalo proslýchat, že se plánuje přestěhování velešínského závodu do Pardubic.
Nakonec v červnu 1925 rozhodnutí padlo a velešínský závod byl přestěhován. Všem zaměstnancům byl nabídnut přestup do závodu v Pardubicích včetně poskytnutí bytu, ale pouze jedna třetina tuto nabídku přijala. Ostatní dostali alespoň odškodné za ztrátu práce ve výši 500 korun.

## 1926–1935

### Rádiovka
Ve Velešíně zůstaly jen prázdné objekty. Původní zakladatel Jan Hans, dostal od Telegrafie výhodnou pracovní nabídku, ale jeho úzký vztah k rodnému kraji a k bývalým zaměstnancům velešínského závodu, jej vedly k rozhodnutí nabídku odmítnout. Namísto toho se pustil znovu do práce. Bylo ustanoveno výrobní družstvo pro potřeby elektronické, strojnické a kovodělné, s.r.o. se základním kapitálem 180 000 korun. Spolu s bývalými zaměstnanci vybudoval Jan Hans provozovnu v těsné blízkosti prázdných provozů Telegrafie. Sortimentem byly různé elektro součástky, nebo kovové dílce. Postupem času byla zavedena i výroba složitějších celků, dokonce i obráběcí stroje – revolverové soustruhy, jenž byly ovládány dokonce i pasem pracovníka. Systém byl tenkrát znám pod označením BOLEY. Jedním z velkých zákazníků bylo Ministerstvo pošt a telegrafů. Toto ministerstvo přislíbilo velké objednávky, na základě nichž se rozjela výrazná výroba na sklad. Bohužel tyto objednávky nakonec realizovány nebyly a skladová zásoba, která dosáhla hodnoty až 300 000 korun se v okamžiku nástupu světové hospodářské krize ukázala být pro nové družstvo smrtící. V roce 1935 se družstvo dostalo do veřejné dražby.

### Bratři Štejnarové
Další iniciativou na využití prázdných budov a volných pracovních sil ve Velešíně, byla iniciativa bratří Štejnarů z Českých Budějovic. Bratři Štejnarové měli firmu v Českých Budějovicích a tuto firmu přestěhovali do Velešína. Vyráběli nábytkové kování, byly to odlitky z mosazi, nebo výlisky z umělých hmot (galalit). V roce 1927 odkoupili za 30 tisíc korun od Telegrafie opuštěné objekty ve Velešíně a pustili se do práce. Ještě v tomtéž roce přistavěli k stávajícím budovám objekt pro slévárnu a blok kanceláří. Oficiální název byl Bratři Štejnarové – továrna na kovové zboží ve Velešíně. Zpočátku měla firma 70 zaměstnanců. Mzdy řemeslníků se pohybovaly od 3 do 5 korun za hodinu. Pomocní dělníci vydělávali od 2,20 do 3,20 korun za hodinu. Technické vybavení bylo jednoduché, pohon strojů byl řešen prostřednictvím řemenových transmisí.

## 1936–1945

### Antonín Železný
Po období prosperity nastalo období těžkostí. Světová hospodářská krize dorazila i do jihočeského Velešína. Firma bratří Štejnarů se propadla do vážných problémů. Velká část pracovníků byla propuštěna a jejich stav se snížil na pouhých 30 zaměstnanců. V tomto omezeném počtu firma živořila, ale úspěšně. Světovou hospodářskou krizi továrnička bratří Štejnarů ustála.
A pak přišel dnes už můžeme vidět, že osudový zlom. Dcera Eduarda Štejnara se provdala. Provdala se, a tím výrazně ovlivnila osudy mnoha lidí jihočeského regionu na desítky dalších let. Můžeme říct, že výsledky jejího rozhodnutí působí dosud. Jejím manželem se totiž stal Ing. Antonín Železný, chlapec prostého původu, ale talentovaný technik a podnikatel. Eduard Štejnar jej přesvědčil, aby převzal malou velešínskou továrničku s tehdy asi 50 zaměstnanci. Antonín Železný souhlasil a začaly se dít věci...

### Letecká výroba
Ing. Železný vystudoval v Paříži letecký obor, kde v roce 1927 promoval na Vysoké škole aeronautiky. Po návratu do Československa působil na několika pozicích souvisejících s leteckým oborem, především v letecké továrně Walter v Praze Jinonicích. Brzy po nástupu do velešínské firmy, zavedl v provozovně moderní organizaci a racionalizaci výroby. Letecké výrobky samozřejmě vyžadují mnohem větší technologickou i organizační kázeň. Při výrobě se dosahuje mnohem větších výrobních přesností než u nábytkového kování, a také se pracuje s mnohem náročnějšími a rozmanitějšími materiály, ve výsledku je však dosaženo mnohem vyšší přidané hodnoty. Toto vše dokázal Ing. Železný při své reorganizaci továrny prosadit. Leteckých odborníků v tehdejším Československu, jakož i ve světě nebylo mnoho, a ti kteří byli, byli právě absolventy francouzské vysoké školy aeronautiky, tedy Železného spolužáci. V té době zastávali významná místa na postech souvisejících s letectvím a i to pomohlo Ing. Železnému najít odbytiště pro výrobky nově zavedené letecké výroby ve Velešíně, takže se firma stala dodavatelem pro mnohé letecké firmy, ale i dodavatelem ministerstva národní obrany Československé republiky.
Sortiment sestával z palivových ventilů, kohoutů, čističů paliva a dalších leteckých přístrojů. Katalog z té doby ukazuje velmi široký sortiment výrobků na poměrně vysoké technické úrovni.
V roce 1937 se firma nakrátko rozštěpila na dvě výrobní skupiny. Jedna zůstala pod původním označením Bří Štejnarové, druhá nesla název Pomocný letecký průmysl, Ing. Antonín Železný. Rozdělení ale netrvalo dlouho. 1. února 1938 se pak obě skupiny spojily a vznikla nová firma s názvem Jihočeský kovoprůmysl z. s.r.o. se sídlem ve Velešíně – zkráceně JIKOV.
Zatím v Německu nastupoval nacionální socialismus. Politické napětí v Evropě stoupalo, což se zpočátku projevilo na rozvoji velešínské firmy příznivě, neboť s tím narůstaly i objemy objednávek od Ministerstva národní obrany ČSR, při doplňování zbrojního potenciálu československé armády. Jednalo se nejen o dodávky leteckých dílců, brzdových soustav vlečných vozidel, kovového vybavení vojenských polních dílen, výrobu zvedáků, leteckých karburátorů, ale také o úpravy na vojenských vozidlech a podobně. Ing. Železný našel dokonce prostor i na výrobu spotřebních přístrojů. Ve velkých sériích byly vyráběny například elektrické opékače a vařiče, tzv. grillux. Dále přístroje na vaření kávy tzv. coffeta. Závod měl v té době už 600 zaměstnanců.

### Stěhování
Vzrůstající politické napětí v Evropě začalo působit problémy. Na konci roku 1938, československá vláda vnímala nebezpečí napadení Německem tak silně, že byl dán ministerstvem obrany příkaz přestěhovat provoz dál od hranic. Stěhování bylo prováděno prostřednictvím vojenských mobilizačních vozidel. Převážnou tíži nákladů, však nesla továrna. Objekty závodu ve Velešíně tedy znovu zely prázdnotou, v celém prostoru zůstal jen jeden těžký lis. Pro jeho váhu bylo rozhodnuto jej nepřevážet. Všechno bylo převezeno do původních prostor bratří Štejnarů. Veškeré zařízení, pracovní nářadí, přípravky, materiál i zásoby vyrobeného zboží. Nad budoucností Jikovu se vznášely těžké otazníky.
Krátce poté byla v Německu podepsána mnichovská dohoda. Německo zabralo pohraničí a přesně určilo linii záboru. Ing. Železný si mohl oddechnout. Velešín do zabraného území nepatřil. Vše se zase začalo stěhovat zpět. Okupace na sebe nedala dlouho čekat, se všemi důsledky.

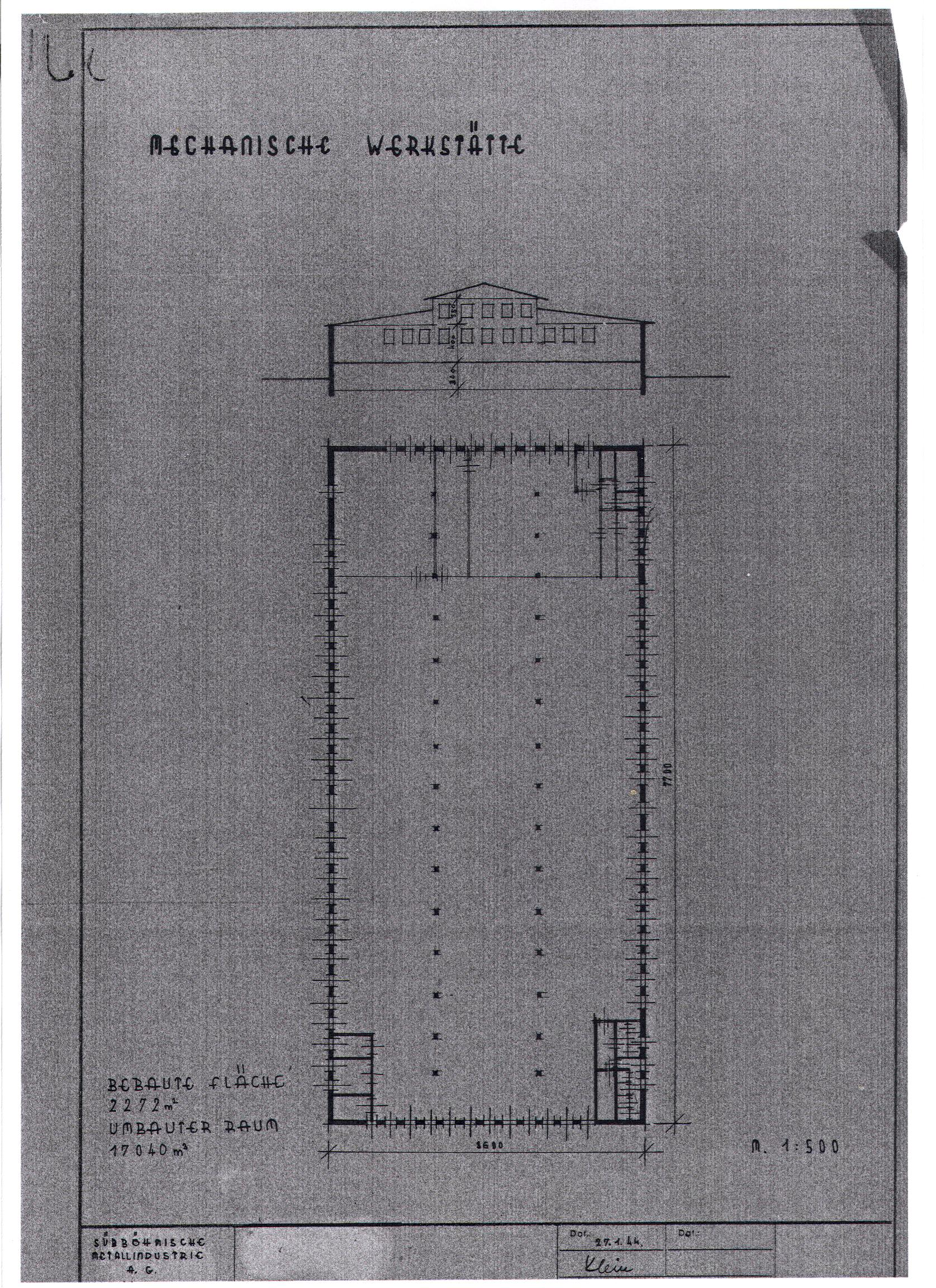
Německý výkres haly M01 z roku 1944

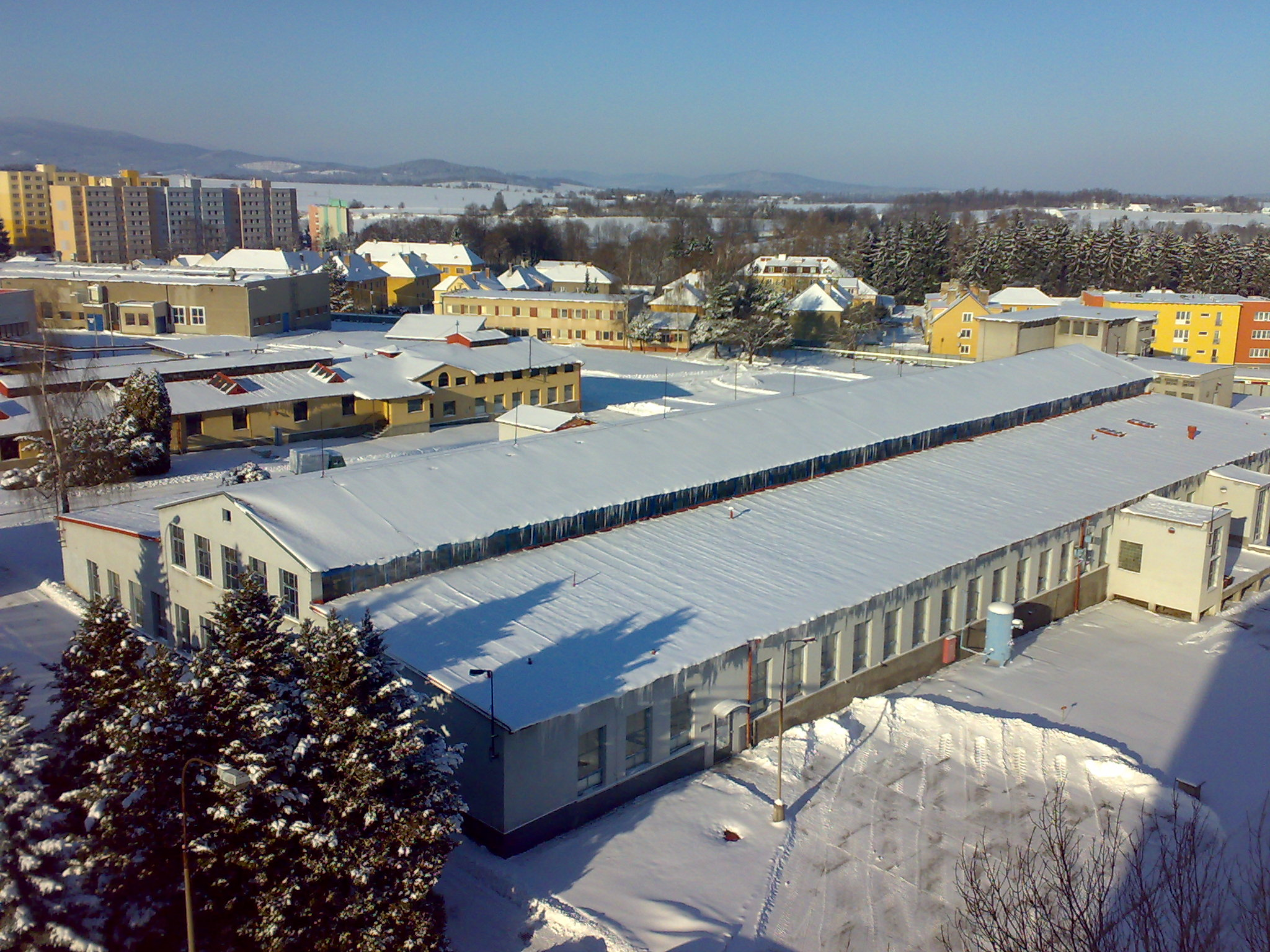
Hala M01 používána dodnes jako nástrojárna. (Snímek z 12.2010)

### Válečná výroba
Německo vypracovalo seznam všech firem, továren a podniků na území okleštěných Čech, jejichž výroba je strategicky významná pro vojenský průmysl. Samozřejmě, že JIKOV, Velešín Němci nepřehlédli, a že firmu, orientující se na výrobu letecké techniky hodlali zapojit do výrobní mašinerie a využít ve prospěch Říše. Bylo rozhodnuto, že letecký obor bude v Jikovu posílen. V letech 1942–1943 byla vystavěna řada nových objektů. Jedním z nich je výrobní hala, která existuje dodnes, je využívána jako nástrojárna a označována jako hala M 01. Tehdy se nazývala hala pro leteckou výrobu. Zpočátku se jednalo jen o vcelku jednodušší dílcovou kooperaci, postupem času to však byly složitější sestavy, až došlo k výrobě poměrně složitých a komplexních celků. Jedním příkladem za mnohé je převodovka letounu Ju-88.
Velmi zajímavým je přístroj, o jehož výrobě v Jikovu, a přesném účelu funkce v samotném podniku téměř nikdo nevěděl, neboť patřil do kategorie vysoce utajované výroby. Jednalo se o vyrovnávač tlaku pro německou střelu V-2.
Rozšiřování výroby samozřejmě vyžadovalo i zvyšování zaměstnanosti. V roce 1944 vzrostl počet zaměstnanců v Jikovu na 1500. Řada těchto zaměstnanců byla přijata z toho důvodu, aby byli chráněni před nuceným pracovním nasazením do Třetí říše. Ing. Antonín Železný byl totiž tajně zapojen do českého odboje. Další zajímavostí je i změna obchodní formy společnosti, ke které došlo koncem roku 1940. V tomto roce totiž došlo k zestátňování, ale na rozdíl od zestátňování v roce 1945 se týkalo firem se základním jměním nad určitou výši. Protože firma JIKOV jako společnost s ručením omezeným měla jmění nad limitní hodnotu, byla přeměněna na akciovou společnost, pro kterou platila vyšší limitní hodnota. Hlavním akcionářem zůstala rodina Ing. Antonína Železného.

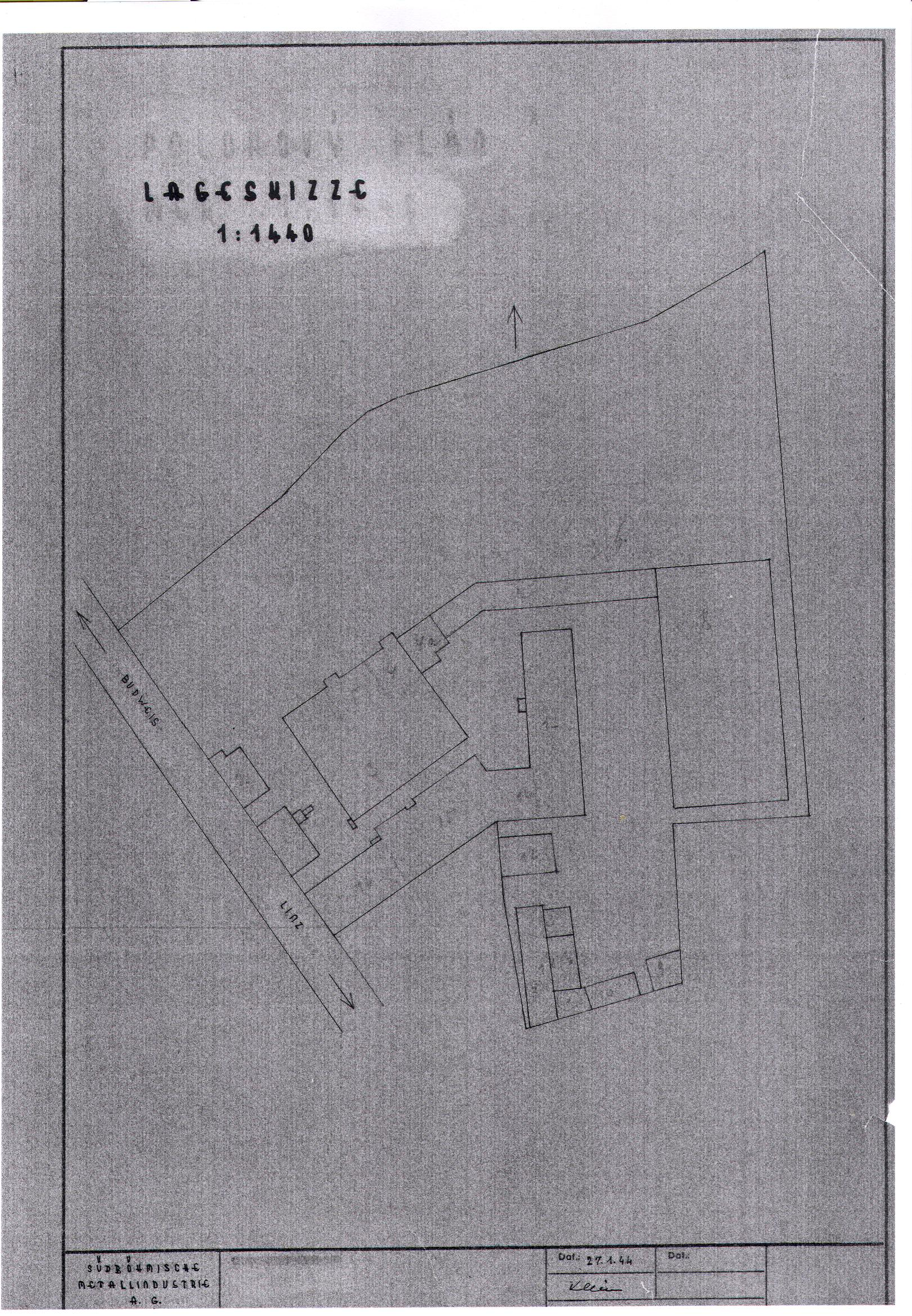
Nákres rozlohy fabriky v roce 1944

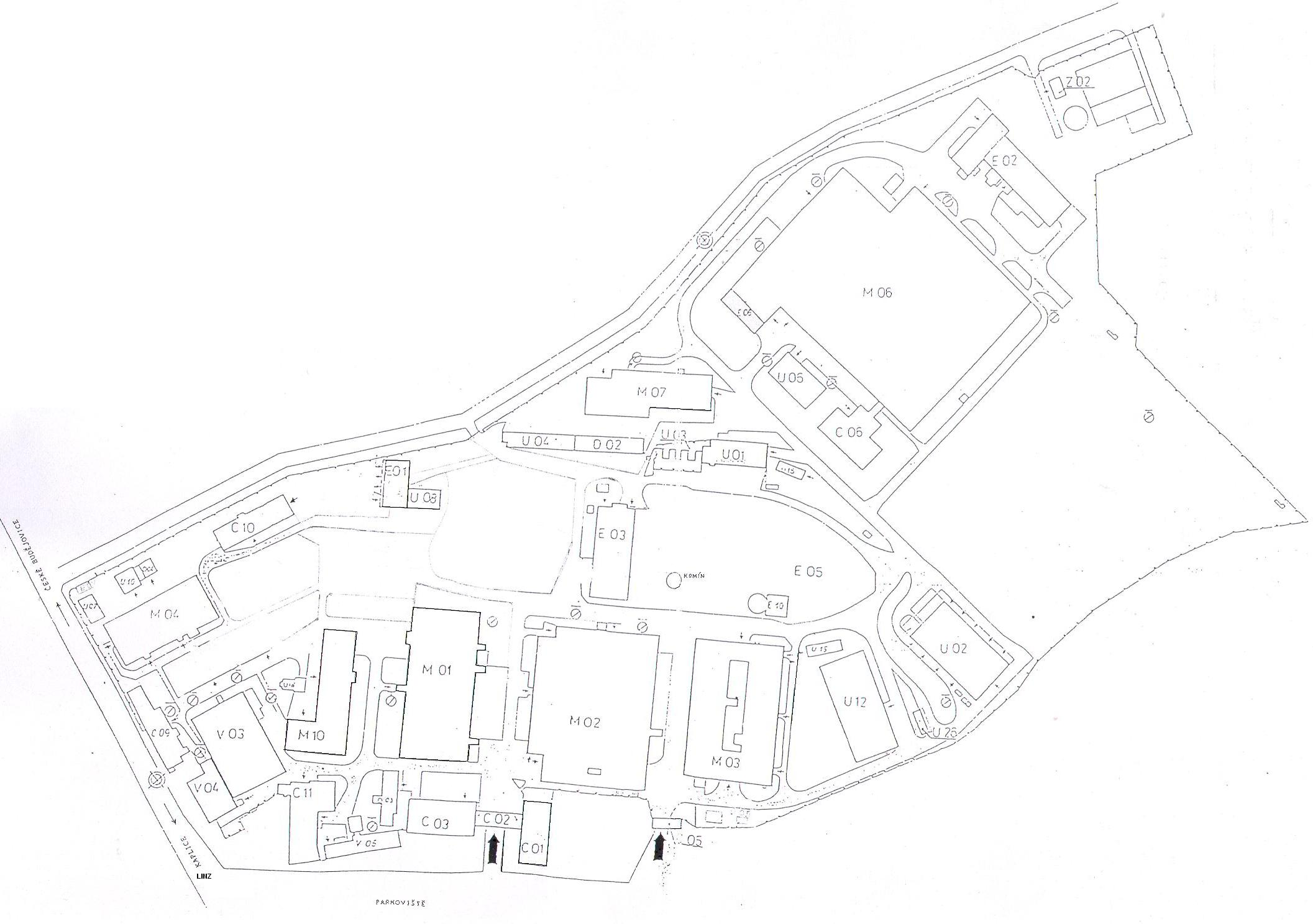
Nákres rozlohy společnosti v roce 2010

### Osvobození
Konec války proběhl ve Velešíně stejně dramaticky jako ve všech příhraničních oblastech Čech. Je zaznamenána řada místních událostí, vztahující se k odboji a osvobození. Po osvobození odešlo veliké množství zaměstnanců ze závodu, počet se zredukoval na cca 650 zaměstnanců. Výrobní program jako už v minulosti několikrát musel být výrazně pozměněn, aby odpovídal reálným potřebám. Znovu bylo započato s předválečnou výrobou autovýzbroje, stavebního a nábytkového kování a Ing Železný započal se zaváděním plánů, které v utajení připravoval už za války. Byla to především výroba skútrů, automobilových karburátorů, stabilních motorů a vstřikovacích soustav pro vznětové motory. Pro tuto výrobu bylo plánováno rozšíření továrny až na 2500 zaměstnanců, v návaznosti na to počítal Ing. Železný také s výstavbou rodinných domků po vzoru Bati ve Zlíně. Výroba skútrů měla být jedním z hlavních výrobních programů firmy. Hned po válce byla zahájena výroba ověřovací série, prototypy byly zkoušeny v okolí Velešína.

## 1946–1952

### Benešovy dekrety
Než se však stačila reorganizace dokončit, přišel v historii továrny JIKOV další zlom – Benešovy dekrety. Podle nich bylo vyhlášeno znárodnění všech závodů nad 500 zaměstnanců. Po řadě rušných jednání, na základě hlasování zaměstnanců byl nakonec závod Jikov Velešín počátkem roku 1946 znárodněn, a to tak zvaně „za náhradu“, jak je uvedeno ve znárodňovacím dekretu. Vzhledem k dalšímu politickému vývoji v roce 1948 k vyplacení finanční náhrady už ale nikdy nedošlo.
Typickým výrobkem velešínského závodu byly karburátory. Karburátory se v Jikovu vyráběly i před válkou, po skončení válečného konfliktu se na tuto výrobu navázalo. V roce 1946 byly v závodě zkonstruovány motocyklové karburátory pro motory o objemu 125 at 250 cm³, vyrábělo se jich až 110 tisíc kusů ročně (např. pro motocykl ČZ 150). Nesly značku Jikov a prodávaly se velmi dobře i do zahraničí. Po roce 1948 byla výroba karburátorů a stabilních motorů i spolu se značkou Jikov převedena do Českých Budějovic, kde vytvořila základ podniku Motor. Spolu s výrobou karburátorů bylo předáno i výrobní zařízení, zejména tlakové licí stroje. Výroba vstřikovacích čerpadel pro naftové motory (v roce 1948 se jich vyrobilo 70 tisíc kusů) byla pak předána do podniku Motorpal Jihlava, který v jejich výrobě pokračoval následující desítky let.

### Národní podnik PAL
Převádění výroby z jednoho podniku do druhého bylo součástí množství organizačních experimentů, které v té době probíhaly. Takto byl vytvořen pomocný automobilový a letecký průmysl pod zkratkou PAL, národní podnik. Závod JIKOV Velešín byl začleněn do národního podniku PAL v roce 1949 a, po jeho rozdělení na několik podniků, pak jako závod k národnímu podniku Motor Union České Budějovice. Protože však velešínský závod měl jako jediná firma výrobní zařízení, které bylo potřeba pro právě připravovanou výrobu proudových motorů pro MIG 15, byl začátkem roku 1952 závod Jikov Velešín, jak zněl tehdy oficiální název, vyčleněn z podniku Motor Union a začleněn do národního podniku Motorlet, dříve (i později) Walter, Praha – Jinonice. Ten pak z Velešína do Jinonic převezl desítky moderních obráběcích strojů. V rámci centrálního plánování výroby byl současně do velešínského závodu přidělen nový rozsáhlý letecký program, především palivové a drakové přístroje a díly leteckých motorů, včetně výroby palivové regulace pro licenční motor RD-45, který sloužil k pohonu stíhaček Mig-15. Výrobní program se později po mnohých úpravách vrátil zpět k programu letecké výroby pro vojenské účely.

## 1953–1989

### JIHOSTROJ
Nakonec byl závod vyčleněn z podniku Motorlet Praha – Jinonice a výnosem ministra průmyslu byl k 1. červenci 1953 založen samostatný podnik JIHOčeské STROJírny – JIHOSTROJ n. p. Velešín. Podnik byl následně organizačně začleněn do Sdružení čsl. leteckých podniků Aero v Praze Letňanech. Toto organizační uspořádání se pak už více než 35 let nezměnilo.

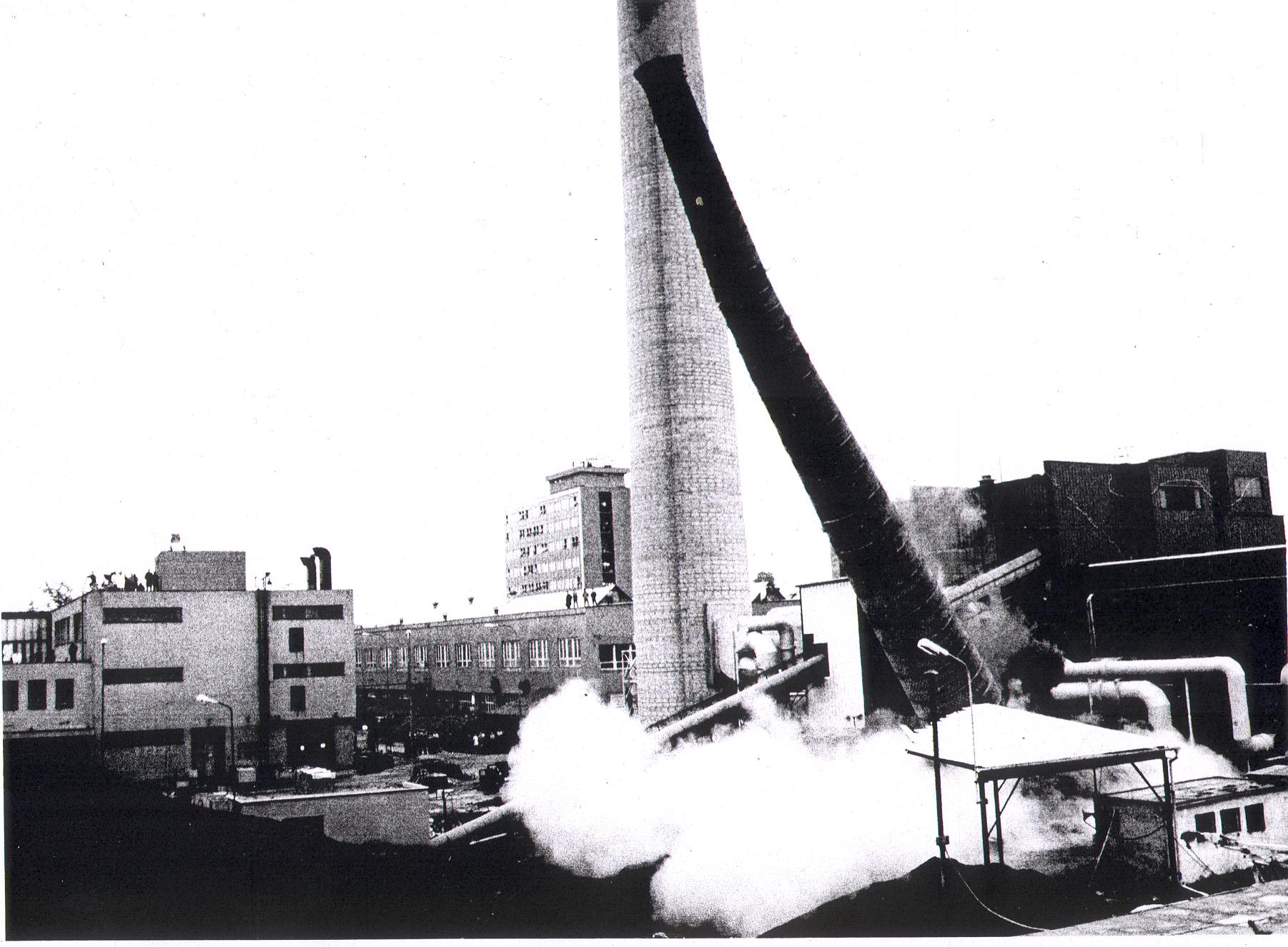
Odstřel starého komína v roce 1987

### Hydraulická čerpadla
Letecké přístroje, které se staly stabilním výrobním programem Jihostroje byly výrobky relativně vysoké složitosti, dodávané především pro Ministerstvo národní obrany. Tato výroba však nebyla plynulá, byla na úrovni výroby malosériové, požadavky takovéhoto zákazníka vždy byly a jsou kolísavé. Proto se v Jihostroji hledal doplněk výroby, s vyšší sériovostí, který rozšíří podnik jako zaměstnavatele v rámci industrializace pohraničních okresů. Po řadě pokusů, příkazů a změn, týkajících se doplňkového programu byla na konci 50. let v Jihostroji zavedena výroba hydraulických zubových čerpadel a to v jejich složitější modifikaci – s regulací průtoku – pro obvody servořízení těžkých motorových vozidel. Tento požadavek byl vyvolán potřebami výrobců nákladních vozidel v Československu. Kopřivnická Tatra se velmi osvědčila v podmínkách gigantických staveb v rámci zemí RVHP. Těžké vozy T111, vyráběné už za druhé světové války, nebyly vybaveny servořízením, takže vznikla potřeba jejich modernizace a vybavení posilovačem řízení.
V roce 1954 proto byl Jihostroji uložen úkol zavést výrobu hydraulických zubových čerpadel s regulací, označení ZBC-10R, a také příslušných nádrží kapaliny pro obvody servořízení. Byly určeny především pro nástupce Tatry T111, Tatru T138.
Takovým způsobem Jihostroj začal získávat zkušenosti s výrobou ozubených kol v poměrně vysokých přesnostech. Výroba ozubených kol byla soustředěna do nové haly (nyní M2).

### Promítačka
Zajímavou odbočkou ve výrobním programu byl úkol zařadit do výrobního programu promítačku pro velké kinosály a letní kina. Promítací přístroj byl vyráběn pod označením FTP-1 podle dokumentace Filmových ateliérů Barrandov. Jako zdroj světla využíval tento přístroj uhlíkovou obloukovou lampu. Pro zkoušení a další vývoj projektorů byl postaven promítací sál. Ten byl později využíván jako jídelna a dnes je pronajímán městu Velešín jako sportovní hala.

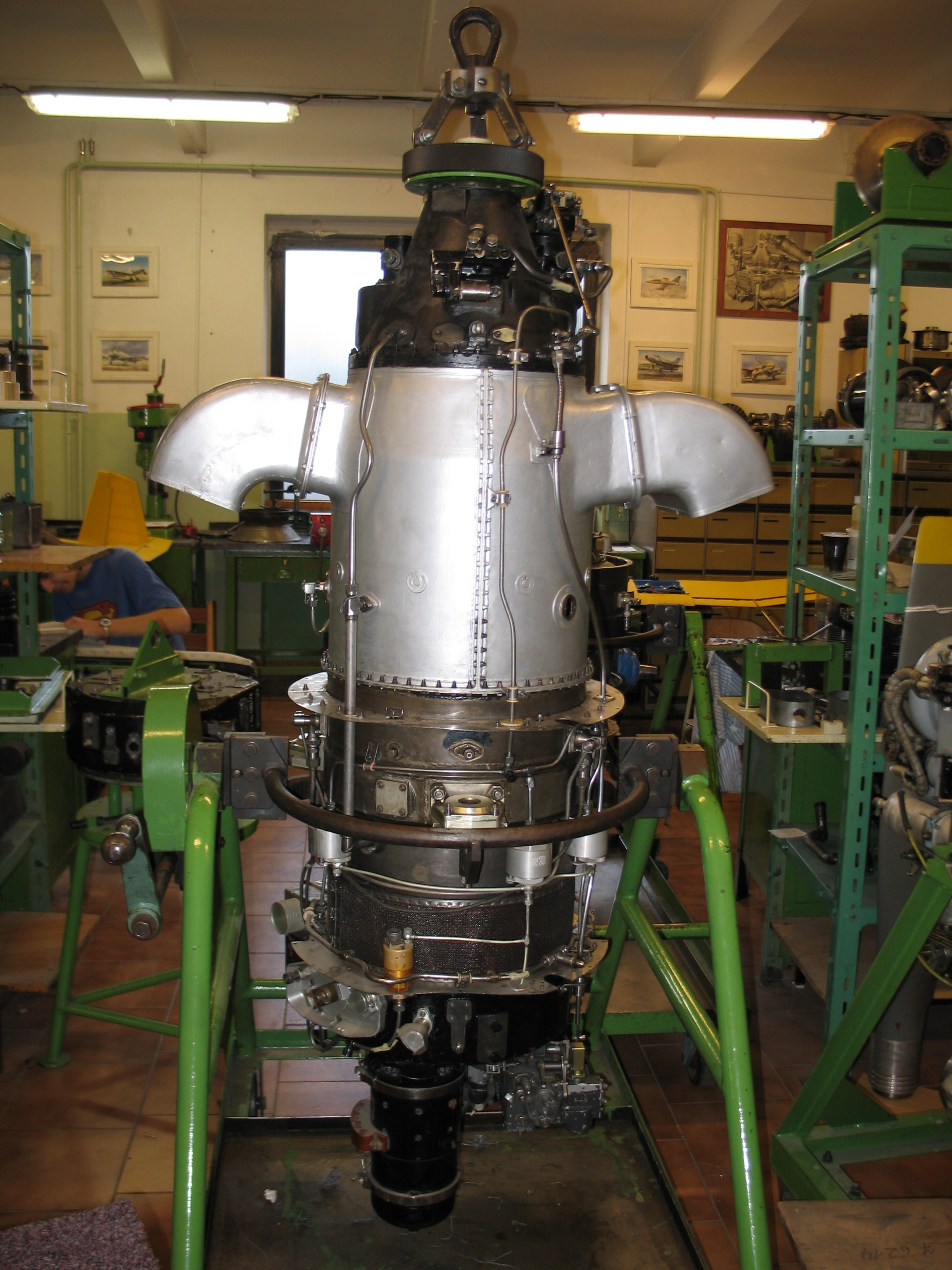
Turbovrtulový motor Walter M 601 s regulátorem paliva (vpravo dole) a regulátorem vrtule (vpravo nahoře), vyrobenými v Jihostroji a.s.

### Letecké projekty
Letecká výroba v Jihostroji byla nadále určována Sdružením československých leteckých podniků Aero v Praze Letňanech. Toto sdružení organizovalo a koordinovalo výrobu jednotlivých leteckých celků a přidělovalo výrobu těchto celků jednotlivým podnikům. Takovýmto způsobem byl Jihostroji zadáván vývoj a následná sériová výroba významných přístrojů palivových a hydraulických systémů pro letadla k účelům sportovním, vojenským i civilním. Typickými představiteli byla již výše zmíněná regulace pro licenční motor RD-45 (Mig-15), to byla převzatá výroba ze Sovětského svazu. V roce 1959 bylo v rámci konstrukční kanceláře letecké divize Jihostroje založeno vývojové oddělení leteckých palivových přístrojů. První vlastní vývoj regulace paliva byl proveden pro motor Motorlet M-701 (Walter), pohánějícího cvičný proudový letoun L-29 Delfín. V roce 1976 byla zahájena sériová výroba vstřikovacích čerpadel Yh-AK pro pístové motory čtyřválcový Walter M-332 a šestiválcový Walter M-337. A následně v roce 1977 zahájena sériová výroba regulátoru paliva, čerpadla a regulátoru vrtule pro turbovrtulový motor Walter M601. Dva tyto motory jsou pohonnou jednotkou malého dopravního letounu L 410 „TURBOLET“, který byl vyráběn společností Let Kunovice. Zřejmě nejsofistikovanějším přístrojem, úspěšně vyvinutým v Jihostroji je regulátor paliva pro proudový motor DV2, který je pohonnou jednotkou cvičného vojenského letounu L59. Posledním vývojem před rokem 1989 byl vývoj regulace paliva a vrtulové regulace pro turbovrtulový motor Walter M602, pro dopravní letoun Let L-610. Certifikace tohoto letounu už ovšem vzhledem ke změnám po sametové revoluci v roce 1989 nebyla dokončena.

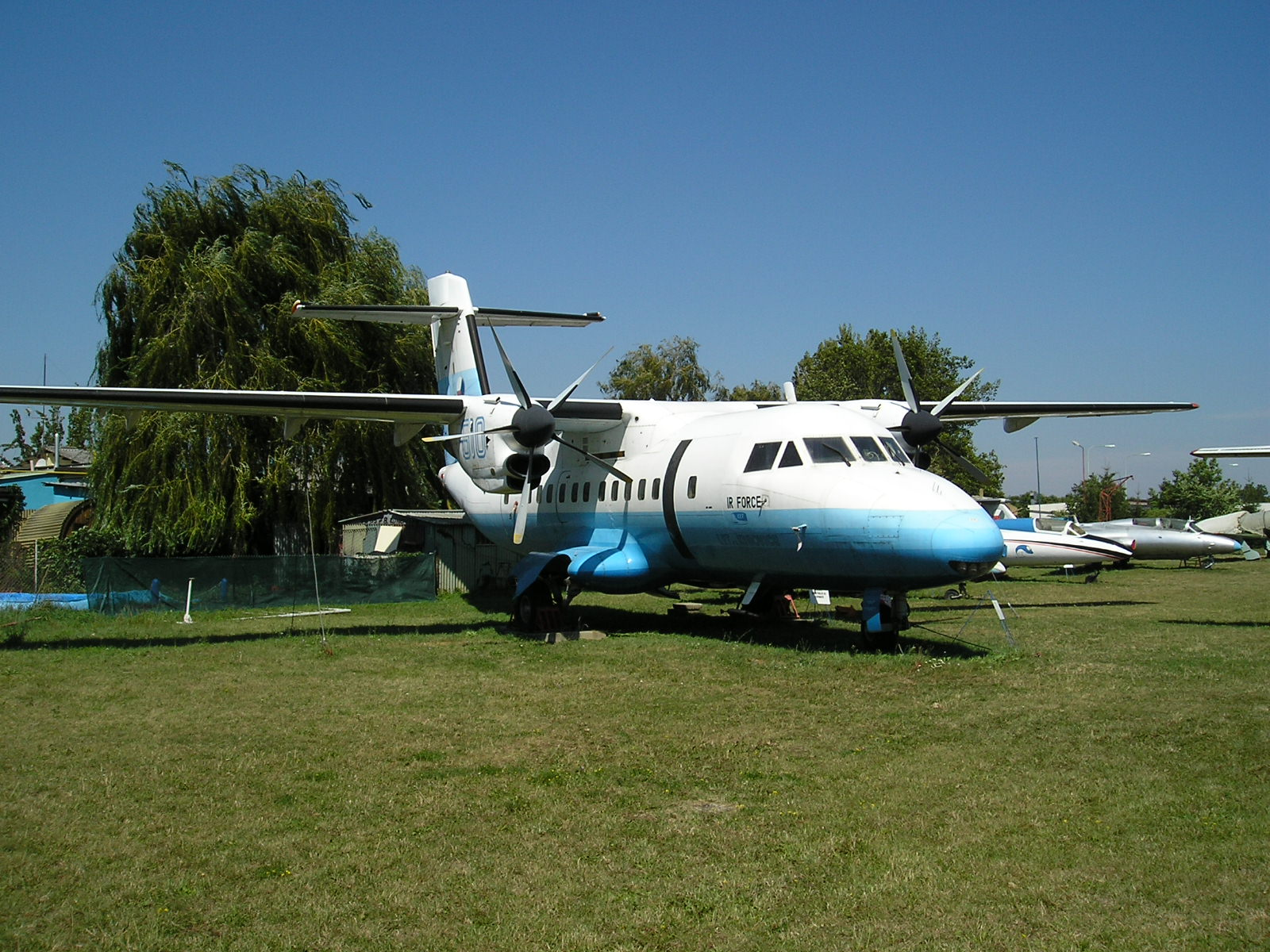
Exemplář nedocertifikovaného letounu L-610

## 1990–dosud
V roce 1992 proběhla privatizace. Jihostroj se stal akciovou společností. Hlavní reorganizace proběhla v roce 1995. Firma byla výrazně zracionalizována, výrobní program se rozdělil do dvou divizí. Hydraulická divize se zaměřuje na výrobu hydraulických zubových čerpadel, hydraulických motorů, rozdělovačů, ventilů a válců. Výroba Letecké divize se logicky pokračuje v zaměření na přístroje palivového a hydraulického systému letadla a přístrojů ovládání vrtulového listu. Dodávky přístrojů těchto výrobkových skupin orientuje tradičně na tuzemské odběratele, jimiž jsou především GE Aviation Czech, s.r.o. a PBS, a.s., Velká Bíteš, ale samozřejmě od roku 1989 směřují obchodní aktivity letecké divize společnosti Jihostroj k výrobcům severoamerického, západoevropského, ale i asijského leteckého trhu – Parker Hannifin Corporation, Crane Aerospace, Honeywell, Samsung Techwin a další.